# Anjra (kommun)
Anjra (franska: Anjra (CR), Anjra (Commune Rurale), arabiska: زومي) är en kommun i Marocko.   Den ligger i provinsen Fahs-Anjra och regionen Tanger-Tétouan-Al Hoceïma, i den norra delen av landet, 220 km nordost om huvudstaden Rabat. Antalet invånare är 14 706.